# Inge Holzer-Siebert

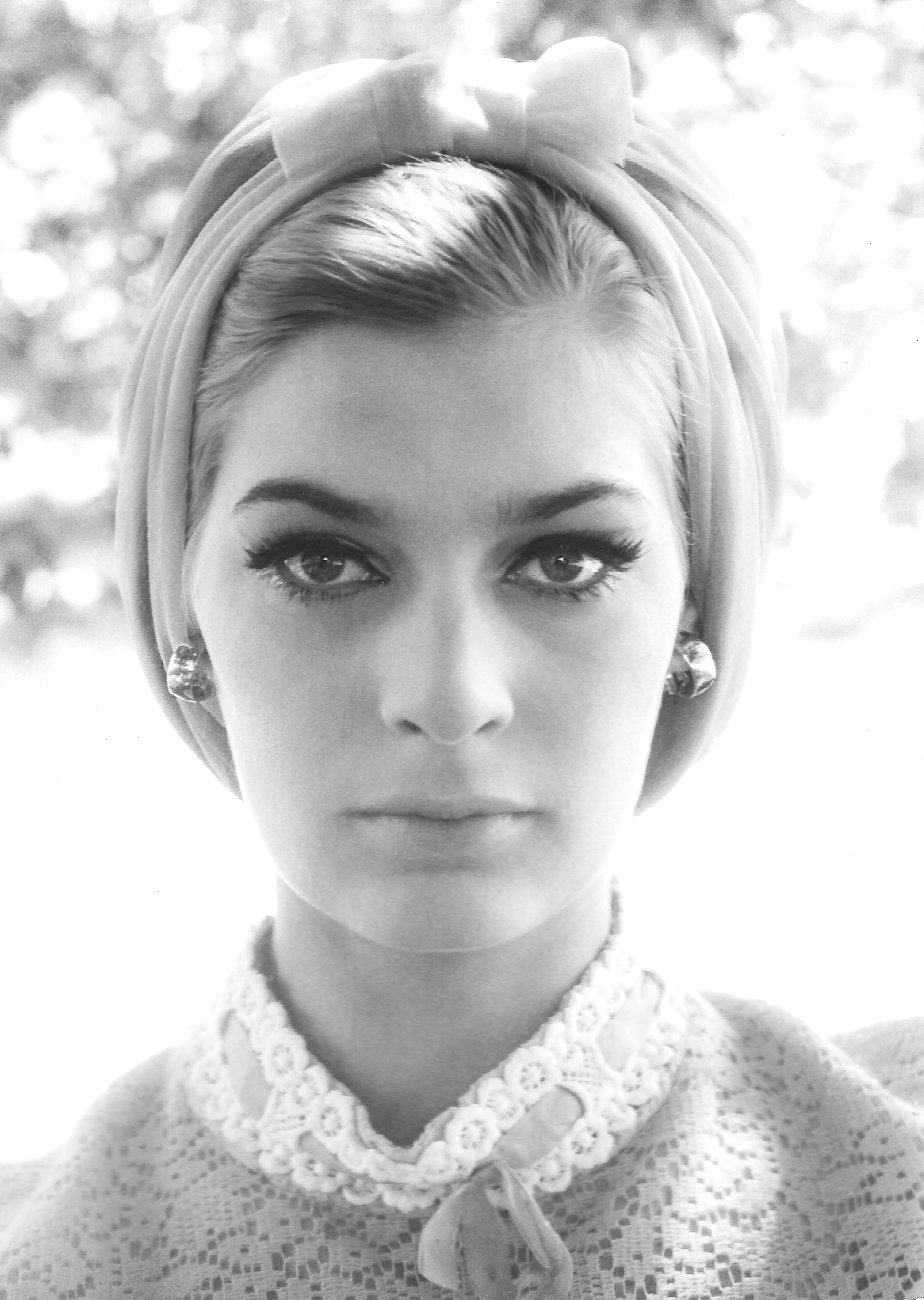
Inge Holzer-Siebert 1969

Inge Holzer-Siebert (* 30. September 1944 in Linz/Oberösterreich; † 6. Mai 1971 in München) war eine österreichische Schauspielerin. Sie wurde vor allem durch ihre Rollen in Theater- und Fernsehproduktionen bekannt, insbesondere im Komödienstadel und in der ZDF-Serie Königlich Bayerisches Amtsgericht.

## Leben
Inge Holzer-Siebert wurde am 30. September 1944 in Linz, Österreich, geboren. Ihre Eltern waren Annemarie und Siegfried Brungraber. Bereits im Alter von 17 Jahren begann sie ihre Schauspielausbildung an der Schauspielschule in Linz. Nach ihrem Debüt am Linzer Landestheater zog sie nach München, wo sie Engagements am Münchner Volkstheater und im Kabarett Annast erhielt. Neben ihrer Schauspielkarriere widmete sie sich in ihrer Freizeit dem Kochen – insbesondere der österreichischen, französischen und spanischen Küche – sowie dem Lesen. Inge Holzer-Siebert war verheiratet. Ihr einziger Sohn Michael (* 1966) erlangte 1997 sein Diplomexamen in Betriebswirtschaft an der Ludwig-Maximilians-Universität München und ist beruflich im Bereich Grafikdesign und Fotografie tätig.

## Karriere

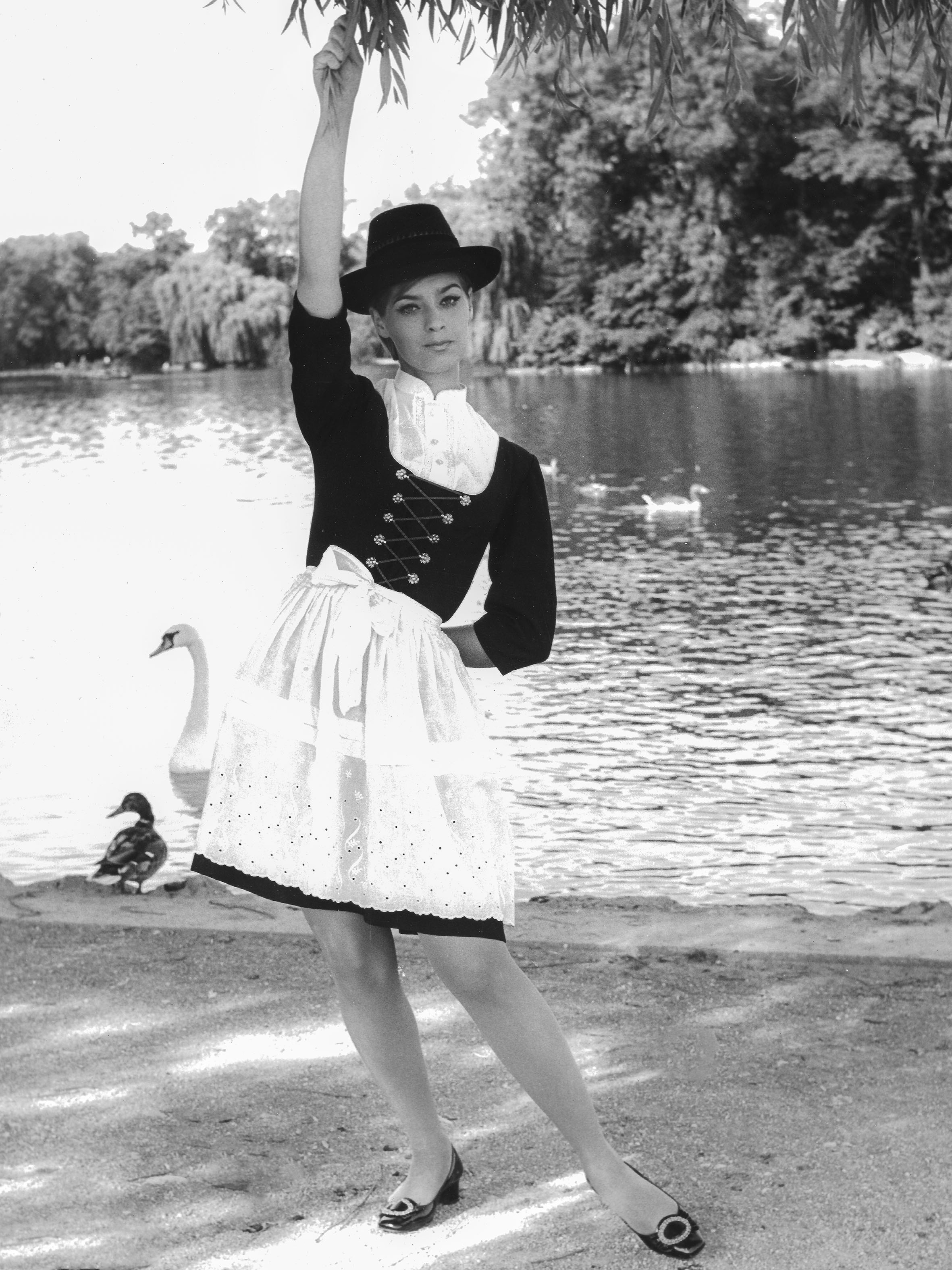
Inge Holzer-Siebert im Englischen Garten in München (1964)

Inge Holzer-Siebert war über mehrere Spielzeiten hinweg am Tegernseer Volkstheater und am Chiemgauer Volkstheater engagiert. Dort spielte sie vor allem Rollen als jugendliche Liebhaberin in bayerischen Volkstheaterstücken. Sie erlangte landesweite Bekanntheit durch ihre Auftritte in der ZDF-Serie Königlich Bayerisches Amtsgericht, in der sie in verschiedenen Rollen, unter anderem als Bedienung Wally, auftrat.
Einen ihrer prägnantesten Auftritte hatte sie in der Inszenierung von Der Ehestreik von Olf Fischer. Das Stück wurde am 10. Oktober 1970 im Deutschen Theater in München uraufgeführt und später als Teil der Reihe Der Komödienstadel im Bayerischen Fernsehen ausgestrahlt. Holzer-Siebert verkörperte in dieser Produktion die Kellnerin Hanni. Die Fernsehpremiere von Der Ehestreik fand am 29. August 1971 statt, wenige Monate nach ihrem Tod.

### Auftritte inKöniglich Bayerisches Amtsgericht
| Sendedatum | Staffel | Episoden | Titel der TV-Sendung              | Rolle                                  |
| ---------- | ------- | -------- | --------------------------------- | -------------------------------------- |
| 20.01.1969 | 1       | 2        | Bierkrawall                       | Bedienung Wally                        |
| 03.02.1969 | 1       | 4        | Nachtwächter                      | Bedienung Wally                        |
| 17.02.1969 | 1       | 6        | Der Wald und die Bäume            | Bedienung Wally                        |
| 21.04.1969 | 1       | 14       | Der Atheist                       | Bedienung Wally                        |
| 12.05.1969 | 1       | 17       | Die Polizeistund’                 | Bedienung Walburga ‚Wally‘ Oberndorfer |
| 19.02.1971 | 2       | 17       | Der Hochzeitslader und sein Trick | Kathi Stanglmeier                      |
| 02.04.1971 | 2       | 23       | Der Viehdiebstahl                 | Kellnerin Annemirl                     |

## Filmografie
- 1969–1971: Königlich Bayerisches Amtsgericht – diverse Rollen, darunter Bedienung Wally

## Hörspiele (Auswahl)
- 1968: Maximilian Vitus, Oskar Weber: Der Komödienstadel: Das Millionenbett – Bearbeitung und Regie: Olf Fischer (Hörspielbearbeitung – BR)[5]

## Theater
Eine ihrer bekanntesten Bühnenrollen hatte sie im Stück Der Ehestreik, das am 10. Oktober 1970 im Deutschen Theater München uraufgeführt wurde. Sie spielte die Kellnerin Hanni an der Seite bekannter Volksschauspieler wie Maxl Graf, Ludwig Schmid-Wildy, Erni Singerl und Peter Steiner.